# La Madalena de Morcín Club de Fútbol
La Madalena de Morcín C.F. es un club de fútbol español del concejo de Morcín, en Asturias, que milita en la Segunda Asturfútbol de Asturias. Fue fundado en 2007 y los colores que identifican al club son el rojo y el blanco, dispuestos en forma ajedrezada. Disputa sus partidos como local en el Campo de Santa Eulalia.

## Historia
Tras ser fundado en 2007, sus primeras tres temporadas fueron en la última categoría del fútbol regional asturiano, la Segunda Regional. Al finalizar la tercera temporada consiguió el ascenso a la Primera Regional, donde permaneció durante cuatro temporadas. En la temporada 2013-14 logró el campeonato de la categoría, con lo que consigue subir a la Regional Preferente de Asturias. Tras cuatro temporadas en la categoría, el 6 de mayo de 2018 consigue el ascenso a la Tercera División. La temporada 2018-19 fue su primera experiencia en una categoría nacional. En la 2020-21, la Real Federación de Fútbol del Principado de Asturias organiza la Regional Preferente con un formato de 4 subgrupos de entre 5 y 6 equipos cada uno, por las circunstancias especiales debidas a la pandemia de COVID-19 (que ya había hecho suspender la liga sin descensos la anterior campaña). La Madalena de Morcín acaba cuarto en un subgrupo de cinco equipos.

## Estadio
Juega desde sus comienzos en el Campo de Santa Eulalia. Inicialmente era de hierba natural, pero debido a su mal estado, el 26 de octubre de 2010 esta superficie fue sustituida por una sintética por lo que desde entonces su campo es de hierba artificial.

## Uniforme
- Uniforme titular: Camiseta blanca con un ajedrezado rojiblanco en la parte superior, pantalón blanco y medias rojas.
- Uniforme alternativo: Equipación completamente azul.

## Trayectoria
| Temporada | Nivel | Categoría           | Puesto           | Copa del Rey |
| --------- | ----- | ------------------- | ---------------- | ------------ |
| 2007-08   | 7     | 2ª Regional         | 5.º              |              |
| 2008-09   | 7     | 2ª Regional         | 2.º              |              |
| 2009-10   | 7     | 2ª Regional         | 2.º              |              |
| 2010-11   | 6     | 1.ª Regional        | 12.º             |              |
| 2011-12   | 6     | 1.ª Regional        | 10.º             |              |
| 2012-13   | 6     | 1.ª Regional        | 8.º              |              |
| 2013-14   | 6     | 1.ª Regional        | 1.º              |              |
| 2014-15   | 5     | Regional Preferente | 14.º             |              |
| 2015-16   | 5     | Regional Preferente | 12.º             |              |
| 2016-17   | 5     | Regional Preferente | 14.º             |              |
| 2017-18   | 5     | Regional Preferente | 2.º              |              |
| 2018-19   | 4     | 3.ª División        | 18.º             |              |
| 2019-20   | 5     | Regional Preferente | 20.º             |              |
| 2020-21   | 5     | Regional Preferente | 4.º (Subgrupo 4) |              |
| 2021-22   | 6     | Regional Preferente | 9.º (Subgrupo 2) |              |
| 2022-23   | 7     | Segunda RFFPA       | 10.º             |              |
| 2023-24   | 7     | Segunda Asturfútbol | 6.º              |              |
| 2024-25   | 7     | Segunda Asturfútbol |                  |              |

## Palmarés

### Torneos autonómicos
- Subcampeón de la Regional Preferente de Asturias (1): 2017-18.
- Primera Regional de Asturias (1): 2013-14.
- Subcampeón de la Segunda Regional de Asturias (2): 2008-09 y 2009-10.